# Caligo illioneus
Caligo illioneus é uma borboleta da família Nymphalidae.

## Características
Elas vivem em média 29 dias e vivem no máximo sessenta e no mínimo nove dias em cativeiro.

## Distribuição geográfica
Poussui ocorrência confirmada nos seguintes países: Argentina, Bolívia, Brasil, Colômbia, Costa Rica, Equador, Guiana Francesa, México, Paraguai e Peru.